# 北岡幸浩
北岡 幸浩（きたおか ゆきひろ、1982年11月2日 - ）は、奈良県山辺郡都祁村（現・奈良市）出身の陸上競技元選手・現指導者。専門種目は長距離走・マラソン。2010年広州アジア競技大会マラソン銀メダリスト・2011年世界陸上大邱大会マラソン日本代表。
都祁村立（現・奈良市立）都祁中学校、智辯学園高等学校、東洋大学卒業。NTN陸上競技部所属。

## 人物・略歴
高校時代は全国高校駅伝に3年連続出場（1年：3区36位、2年：1区49位、3年：1区19位）。大学時代は箱根駅伝に2回出場。2年時の第79回大会は4区区間6位、4年時の第81回大会では2区区間8位の成績を残している。
2009年10月にバーミンガムで開催された世界ハーフマラソン選手権に日本代表として出場、1時間02分50秒の記録で21位。初マラソンとなった2010年のびわ湖毎日マラソンでは、2時間10分51秒の記録で4位入賞。この結果を受けて2010年アジア競技大会のマラソン代表に選出された。
2010年11月27日の広州アジア大会マラソンでは30kmまで先頭集団につけ、スパートして一時先頭に立った。その後は池永駿（韓国）とムバラク・ハッサン・シャミ（カタール）にかわされ3位に後退したが、ゴール直前でシャミを逆転して2時間12分46秒の記録で銀メダルを獲得。この好成績により、2011年世界陸上競技選手権大会のマラソン代表に内定した。
2011年9月4日の世界陸上大邱大会マラソンでは、故障の影響で充分に練習を積めないまま本番レースを迎える事となり、9Km過ぎで先頭集団から脱落。完走はしたものの日本勢最下位の37位に終わった（団体戦では銀メダルを獲得）。
2012年3月4日のびわ湖毎日マラソンで、ロンドンオリンピックマラソン代表を目指し再挑戦するも、59位に終わる。
2014年6月7日、モンゴルのウランバートル国際マラソンで2位に入るも、チームメイトのセルオド・バトオチル（2時間18分23秒・優勝）には9分以上遅れてのゴールだった。
2015年3月1日、一般参加で出場したびわ湖毎日マラソンでの完走（74位）を最後に現役を引退。引退後はNTN陸上部の長距離コーチに就任。2016年度よりヘッドコーチに就任している。

## 自己記録
- 5000m - 14分15秒99（2006年・富山カップ）
- 10000m - 28分51秒90（2009年・ホクレンディスタンス釧路大会）
- ハーフマラソン - 1時間02分17秒（2009年・全日本実業団ハーフマラソン）
- マラソン - 2時間10分51秒（2010年・びわ湖毎日マラソン）

## マラソン全成績
| 年月           | 大会                       | 順位 | 記録          | 備考                                               |
| -------------- | -------------------------- | ---- | ------------- | -------------------------------------------------- |
| 2010年3月7日   | びわ湖毎日マラソン         | 4位  | 2時間10分51秒 | 初マラソン・自己記録・広州アジア競技大会選考レース |
| 2010年11月27日 | 広州アジア競技大会         | 2位  | 2時間12分46秒 | 銀メダル獲得・世界陸上大邱大会選考レース           |
| 2011年9月4日   | 世界陸上大邱大会           | 37位 | 2時間25分11秒 | 団体戦日本男子代表銀メダル獲得                     |
| 2012年3月4日   | びわ湖毎日マラソン         | 59位 | 2時間21分20秒 | ロンドンオリンピック選考レース                     |
| 2013年2月10日  | 延岡西日本マラソン         | 18位 | 2時間19分50秒 |                                                    |
| 2014年3月2日   | びわ湖毎日マラソン         | 37位 | 2時間18分32秒 | 仁川アジア競技大会選考レース                       |
| 2014年6月7日   | ウランバートル国際マラソン | 2位  | 2時間27分39秒 |                                                    |
| 2014年8月31日  | 北海道マラソン             | 9位  | 2時間19分06秒 |                                                    |
| 2015年3月1日   | びわ湖毎日マラソン         | 74位 | 2時間27分03秒 | 現役ラストラン・世界陸上北京大会選考レース         |